# Olduvai-Schlucht

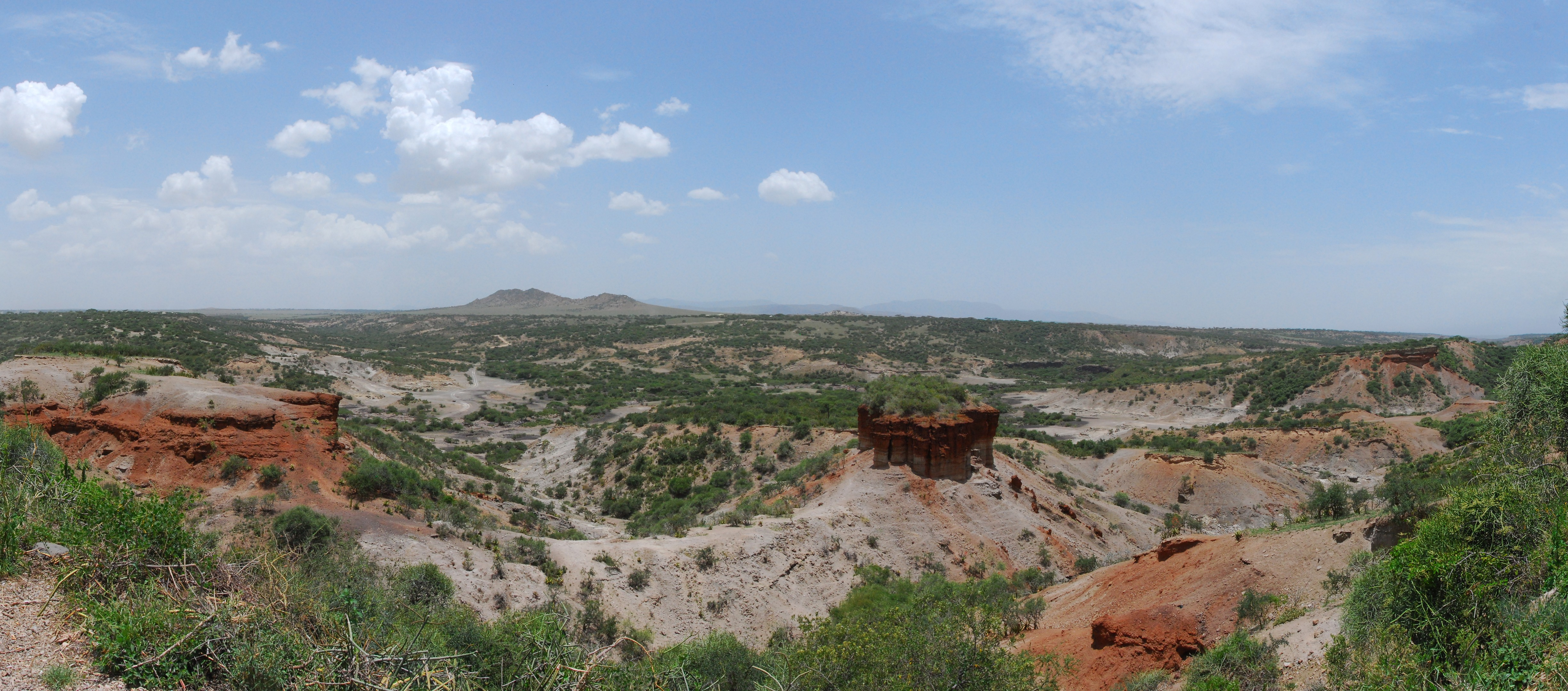
Olduvai-Schlucht

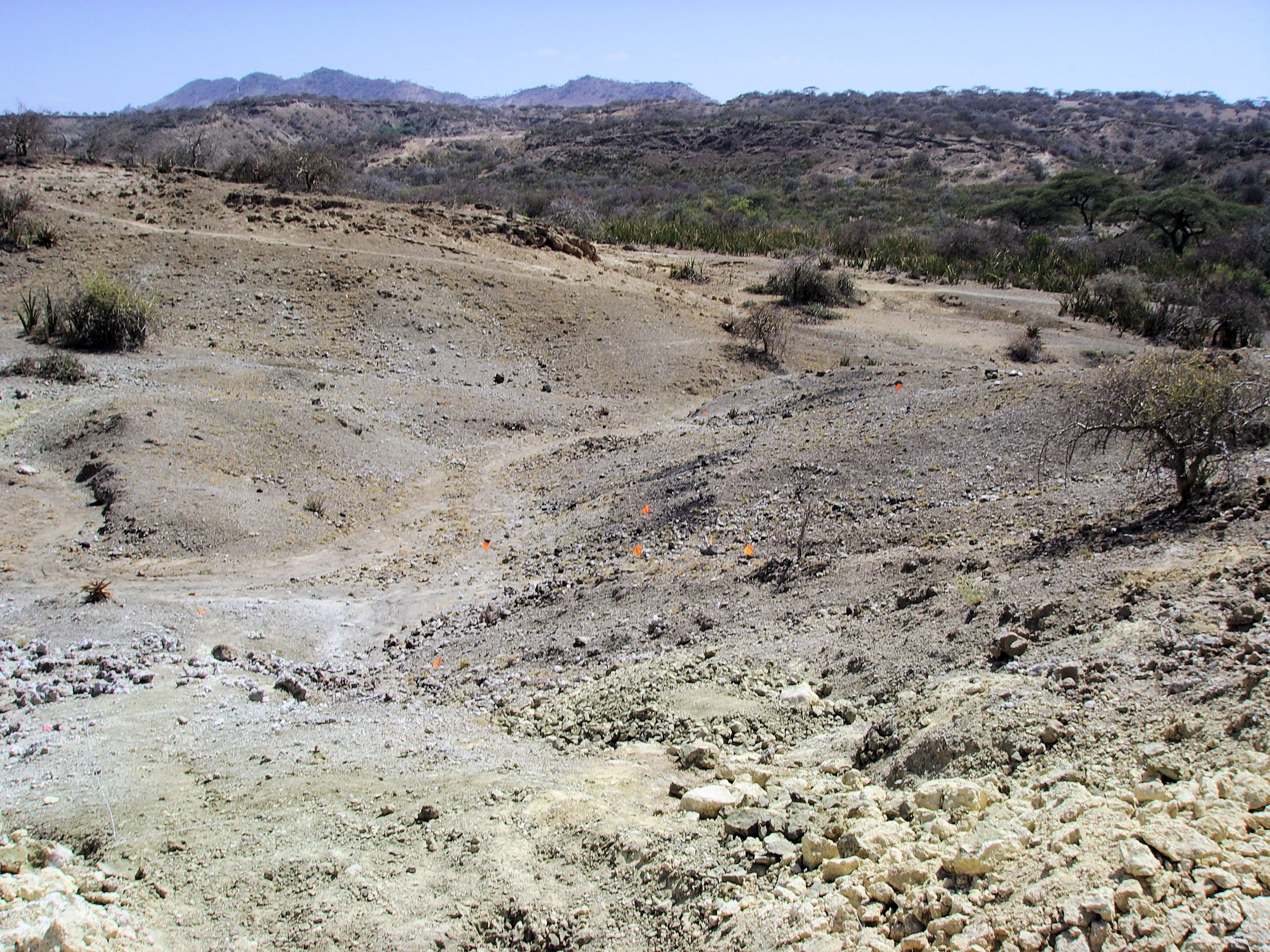
Farbige Fähnchen markieren die Fundorte von homininen Fossilien. In diesem Gebiet wurden auch die ersten Fossilien von Paranthropus boisei und Homo habilis freigelegt.

Die Olduvai-Schlucht ist eine Schlucht im Norden Tansanias. In der Sprache der Massai heißt die Schlucht Oldupai, benannt nach der häufig in ihr wachsenden Pflanze namens „Ol Tupai“ (Sansevieria ehrenbergii). Die Schlucht gilt – gemeinsam mit dem Afar-Dreieck in Äthiopien und Fundplätzen (u. a. Sterkfontein, Rising-Star-Höhle) in der südafrikanischen Provinz Gauteng – als die „Wiege der Menschheit“. International bekannt wurde sie durch den Fund zahlreicher pleistozäner Fossilien von frühen Verwandten des anatomisch modernen Menschen. Die Schlucht war zudem Namensgeber für die Oldowankultur, aus der die ältesten Steinzeitwerkzeuge stammen.

## Lage
Die Schlucht beginnt etwa 20 Kilometer nordwestlich des Ngorongorokraters. Sie ist Teil des Ostafrikanischen Grabenbruchs (auch Great Rift Valley genannt) und kann beschrieben werden als ein Canyon, der die östlichen Ebenen der Serengeti und die umliegenden Hänge des Grabenbruchs entwässert. Die Olduvai-Schlucht hat eine Länge von rund 40 Kilometern und ist bis zu 100 Meter tief.

## Beschreibung
Durch ablaufendes Regenwasser wurde nicht nur die Schlucht geformt, sondern es wurde über Hunderttausende von Jahren auch die gesamte Erdoberfläche im Umkreis der Schlucht allmählich abgetragen. Die seit bis zu zwei Millionen Jahren dort lagernden, versteinerten Überreste unterschiedlichster Tierarten liegen daher heute an vielen Stellen offen an der Oberfläche, u. a. riesige Verwandte unserer heutigen Schafe und Schweine. Dies veranlasste seit ihrer „Entdeckung“ durch europäische Forscher zu Beginn des 20. Jahrhunderts immer wieder Forschergruppen, dort gezielt nach Tierfossilien und bald auch nach Überresten früher Vormenschen-Arten zu suchen. Angeregt durch den Fund eines dreizehigen Urpferds (Hipparion) durch den deutschen Neurologen Wilhelm Kattwinkel (1866–1935) im Jahr 1911 besuchte 1913 Hans Reck die Schlucht und entdeckte Teile eines rund 20.000 Jahre alten Skeletts von Homo sapiens (Sammlungsnummer OH 1 = Olduvai hominid 1). Aber erst Mary Leakey und ihrem Mann Louis sowie deren Sohn Jonathan gelangen ab 1931 tatsächlich sensationelle Funde: zunächst zahlreiche primitive Steinwerkzeuge, die heute als Oldowan bezeichnet werden, 1935 mit OH 2 ein Hominini-Fossil (eine Schädeldecke) und später diverse Funde u. a. von Paranthropus boisei, Homo habilis und Homo erectus.
Die Fossilien führenden Schichten der Olduvai-Schlucht wurden ab den 1970er-Jahren insbesondere von Richard L. Hay kartiert und in biostratigraphische Bänke unterteilt. In der untersten Bank 1 wurden Paranthropus boisei und Homo habilis gefunden. Die darüber liegende, durch Tuff-Schichten getrennte Bank 2 führt Fossilien von Paranthropus boisei, Homo habilis und Homo erectus, aus der nächsthöheren Bank 3 wurde Homo erectus geborgen.
In der Olduvai-Schlucht (Fundstelle: T69 Complex) wurden auch die ältesten bislang entdeckten Knochenwerkzeuge geborgen. Sie sind 1,5 Millionen Jahre alt und sind der Datierung zufolge der Epoche des späten Oldowan / frühen Acheuléen zuzuschreiben. Die vorwiegend von Flusspferden und Elefanten stammenden Knochen wurden erstmals 2025 wissenschaftlich beschrieben.
In der Nähe der Olduvai-Schlucht befinden sich u. a. auch das Grabungsgebiet von Laetoli sowie die jüngeren Fundstellen von Makuyuni, einem kleinen Ort zwischen dem Manyara-See und Arusha.

## Olduvai theory
Die kurz vor der Jahrtausendwende veröffentlichte „Olduvai Theory“ des Ingenieurs Richard C. Duncan und des Geologen Walter Youngquist stand in Zusammenhang mit einer extrem pessimistischen Auslegung der Theorie vom globalen Ölfördermaximum. Den äußerst malthusianischen Voraussagen zufolge würden der ansteigende Verbrauch und die fallende Verfügbarkeit von Erdöl zu einem Zusammenbruch der industriellen Zivilisation bis 2030 führen. Ab 2050 könnten nur noch etwa zwei Milliarden Menschen auf einem vorindustriellen Energieniveau überleben, weswegen die Olduvai-Schlucht auch als Namensgeber für die These herhalten musste. Allerdings hätte, der These zufolge, bereits vor 2009 mit einem vom Nahostkonflikt ausgehenden weltweiten Konflikt die globale Energieversorgung zusammenbrechen müssen. Die Ölfördermenge ist jedoch entgegen den Voraussagen auch nach 2006 (dem Jahr mit dem vorausgesagten Fördermaximum) weiter angestiegen.

## Trivia
Im Spielfilm 2001: Odyssee im Weltraum erscheint der Monolith den Vormenschen in der Olduvai-Schlucht.